# チョコボレーシング 〜幻界へのロード〜
『チョコボレーシング 〜幻界へのロード〜』（チョコボレーシング げんかいへのロード、Chocobo Racing）は、1999年にスクウェア（現スクウェア・エニックス）が発売したPlayStation用レースゲーム。ファイナルファンタジーシリーズ（以下、FFシリーズ）に登場するチョコボがレースを行う。
1999年3月18日の発売後、同年12月22日発売の『チョコボコレクション』の同梱タイトルの1つとして収録、2001年12月20日には廉価版「PS one Books」で再び単品で発売、2009年2月10日には「ゲームアーカイブス」対応ソフトとしてPS3とPSP向けに配信と、計4回リリースされている。

## 概要
チョコボをはじめとするキャラクターによるレースゲーム。オリジナル要素として、レース中に使用できるアビリティや、コース中で拾える魔石などがある。
音楽はエンディングテーマを除き全てFFシリーズのBGMのアレンジであるが、サガシリーズの音楽担当である伊藤賢治が本作品の音楽を担当している。

## ゲームシステム

### アビリティ
キャラクターセレクト時にアビリティを1つだけ選ぶことができる。時間の経過により左上のゲージが溜まっていき100％になると使用できる。また、ゲージが100％まで溜まると自動的に発動するアビリティも存在する。ゲージの溜まる速度(AGS)はアビリティによって異なる。
ダッシュ
使用すると数秒スピードが上がる。比較的ゲージがたまりやすい。
はばたき
一定時間飛ぶことができ、コース上の大半の障害物をよけられる。落下ポイントなどはよけられない。
グリプル
一定時間マシンが固定されグリップの安定度と加速が増す。名前はFFシリーズの魔法「スリプル」より。
ぶんどる
他のプレイヤーの持っている魔石を1つ奪い取ることができる。奪えなかった場合はランダムに魔石が手に入る。
魔石が2個以上の場合は最後にとった魔石になり、レベルアップしている魔石はレベルがそのまま持ち越されるが、所持している魔石の各々のレベルの合計が3より大きくなることはない。
魔石アップ
最後に手に入れた魔石のレベルを1つアップさせる。ゲージが満タンの状態でレベルアップする魔石を持っていると自動的に発動する。ぶんどる同様、所持している魔石の各々のレベルの合計が3より大きくなることは無い。
バリア
ゲージが満タンになると自動でバリアを張り、魔石の攻撃とぶんどる、突進を受けなくなる。メガフレア、ガンブレードは防げない。バリアの効果は対象となる攻撃を受けるまで永続。
魔石あずかり
ゲージが満タンの状態で魔石による攻撃を受けると発動し、その時受けた攻撃と同じ魔石が手に入るが、例外としてブリザラで撒かれた氷を踏んでも手に入るのはブリザド。死の宣告に関しては、10カウントを終えクラッシュをしたときに手に入る。
突進
数秒スピードが上がり、ぶつかった相手をスピンさせる（スピン状態の時にぶつかると大クラッシュになる）。ゲージはダッシュより早く溜まるが、持続時間はダッシュより短い。
メガフレア
自分以外のすべてのプレイヤーを大クラッシュさせる。魔石やアビリティなどで防御することはできない。威力が高い分ゲージがたまりにくい。
ガンブレード
1位になるまでスピードとグリップ力が上がり、他のプレイヤーのマシンを追い越す際に攻撃してクラッシュさせる。最もゲージがたまりにくい。

### 魔石
FFシリーズの魔石と異なり、召喚獣ではなく魔法が封じ込められている。コース上の特定ポイントに並んでおり、一度に最大3個まで持つことができる。ただし、レベルアップする魔石の場合はそれぞれのレベルも個数としてカウントされる（例えば、ファイラ（ファイア2個分）とブリザドを持っているとそれ以上入手できない）。ストーリーモード以外では、ランダムでレベル3までレベルアップする魔石が出てくる場合もある。後ろからぶつかることで、前のプレイヤーの持つ魔石を奪い取ることもできる。

#### レベルアップする魔石
同じ魔石を連続して入手することで合体してレベルアップする。間に他の魔石が入ってしまった場合はレベルアップは行われない。
ファイア・ファイラ・ファイガ
炎の魔石。ファイアは発射後まっすぐ直線に飛び、ファイラは前にいるプレイヤーを追尾し、ファイガは前にいる全てのプレイヤーを追尾し順に命中する。当たったプレイヤーはファイア・ファイラはクラッシュ、ファイガは大クラッシュする。
ブリザド・ブリザラ・ブリザガ
氷の魔石。ブリザドは障害物として1個置かれ踏むとスピンする。ブリザラはブリザドがコース上に7個同時に撒かれる。これらは飛んでいる機体には当たらない。ブリザガは他のプレイヤー全てを氷漬けにして操作不能にした後、大クラッシュさせる。これは飛んでいる機体にも当たる。
サンダー・サンダラ・サンダガ
雷の魔石。サンダーは前にいるプレイヤーの前に雷を落とし、サンダラは前にいるプレイヤーに横3列の雷を落とし、サンダガは他のプレイヤー全員に極太の雷を落とす。この雷はかわすことができるが、サンダガをかわすことは非常に困難である。当たったプレイヤーはサンダーはスピン、サンダラはクラッシュ、サンダガは大クラッシュする。
ヘイスト・ヘイスラ・ヘイスガ
使うと数秒スピードが上がる。レベルごとに持続時間が長くなる。
ミニマム・ミニマラ・ミニマガ
他のプレイヤー1人を小さくしてスピードを下げることができる。レベルごとに大きさが変わり、重ねがけも可能。一番小さくなった状態で他のプレイヤーがぶつかると、踏み潰されて一定時間動けなくなる。大きさは一定時間経つと元に戻る。
アルテマ・アルテラ・アルテガ
他のプレイヤー全員をアルテマはスピン、アルテラはクラッシュ、アルテガは大クラッシュさせる。発動までに数秒時間がかかる。

#### その他の魔石
リフレク
使うと一定時間バリアが張られ魔石からの攻撃を防ぐことができるが、メガフレア、ガンブレードは防げない。一度攻撃を防ぐとバリアは消える。また、この魔石は持っているだけでも攻撃を自動で防いでくれる（その際手持ちのストックから1つ消える）。アビリティのバリアとは異なり、サンダー系、ブリザガ、死の宣告、アルテマ系は魔石使用者にそのまま跳ね返すことが出来る。
死の宣告
使うと目の前のプレイヤー1人に10カウントが始まり、カウントが0になるとクラッシュする。カウントが0になる前に他のプレイヤーにぶつかると、ぶつかった相手にカウントをなすりつけることができる。
 ?
?マークの書かれた黒い魔石。ランダムで上記のどれかのレベル1の魔石が入手できる。

## 登場キャラクター
登場キャラクターは『チョコボの不思議なダンジョン2』のキャラクターデザインを基にしている。ダンジョンシリーズからストーリーの繋がりはまったくない(いわゆるパラレルワールド)が、白魔道士がチョコボと初対面の際、前に会ったことがあるような事を仄めかす等、多少のつながりがある様な描写もある。また、隠しキャラも多数存在する。
ストーリーモードではキャラクターの持つ青い石によりアビリティが発動する設定のため、プレイヤーはそれまでに手に入れた青い石のみからアビリティを選択でき、コンピュータが操るキャラクターはそれぞれが持つアビリティが固定されているが、他のモードでは自由にアビリティを選択できる。

### メインキャラクター
チョコボ (Chocobo)
本作の主人公。緑のスカーフを身に付けたチョコボ。シドの開発したブースター付きローラーブレード「ジェット・ブレードCR」でレースを始め、青い石を集めるためモーグリと共に旅に出る。何があっても動じない無邪気な性格。台詞は「クエッ」としか喋らない。
幼い頃に拾った青い石のリングを足につけており、このおかげでアビリティ「ダッシュ」が使える。
トップスピードが高めの他は平均的な性能。
モーグリ (Mog)
青いマフラーをしたモーグリ。シドに開発を依頼したマシン「モグ・スルーR2」に乗り、チョコボと共に青い石を探す旅に出る。旅の一行の自称リーダー。ダンジョンシリーズよりやや紳士的な喋り方をするが、欲張りでお宝などに目が無い部分は共通。
自分だけ青い石を持っていないと思い込みその事を嘆いていたが、後に実は既に持っていたことが判明する。秘められたアビリティは「はばたき」で、飛ぶ事が苦手なモーグリ族では珍しくストーリーデモ中も飛んでいるシーンが多いが、ミシディア空中庭園を見て尻込みする等、高い場所は苦手な様子。
加速に優れている他は平均的な性能。また、他のキャラに比べ機体が小さいため、当たり判定が狭いかわりに当たり負けしやすい。
ゴーレム (Golem)
村の出口を守る門番。片言の話し方をする。頑固だが純粋な性格。マシンは四輪駆動の「ロックルーザーV8」。
青い石のついた腕輪をしており、アビリティは「グリプル」。
最高速は遅めだが、グリップ性能が優れている。機体が重いため、当たり負けしないかわりに上り坂での減速が著しい。
ゴブリン (Goblin)
ミスリル鉱山を根城にしていた盗賊。マシンはトロッコの「ゴブトロッコH4」。
青い石のピアスをつけている。アビリティは「ぶんどる」。
最高速はチョコボより早いが、その分グリップ性能が劣っている。
黒魔道士 (Black Magician)
まよいの森にある薄暗い「黒の館」で一人研究を続ける魔道士。無口でほとんどしゃべらない。空を飛ぶ雲「魔雲」に乗ってレースに参戦する。
杖の先に青い石が嵌められており、そのアビリティは「魔石アップ」。
浮遊しているため、地形の減速効果や一部魔石の攻撃を受けないが、ミシディア空中庭園のような細かな高低差に弱い。その他はチョコボと同等の性能。
白魔道士 (White Mage)
青い石の伝説を知るミシディアの少女。本作のヒロイン的存在。空飛ぶ絨毯「ホーリー・カーペット」でレースに出場する。
身に着けている青い石のペンダントに込められたアビリティは「バリア」。
黒魔導士と同じく浮遊しているが、黒魔導士に比べ最高速が劣る代わり、グリップと加速性能に優れる。
グランプリで優勝すると、きわどいショットを見ることができる。
デブチョコボ (Chubby Chocobo)
名前のとおり、太った食いしん坊の巨大な白チョコボ。関西弁で喋る。マシンは巨大三輪車「DEV・トライシクル」。
お腹を空かせており、青い石を食べてしまっている。なかなかうまかったらしい。アビリティは「魔石あずかり」。
最高速はメインキャラ中最低で、機体もかなり重いが、グリップ性能は極めて高い。
ベヒーモス (Behemoth)
グルグ火山に生息する魔獣。最強のモンスターと呼ばれている。幻獣王の命によりかけらの1つを守護していた。マシンは戦車「ベヒーメタル99式」。
巨大な青い石のブレスレットを身に着けている。アビリティは「突進」。
重量級の中では加速性能に優れている。

### 隠しキャラクター
バハムート (Bahamut)
幻獣王であり、最終ボス。封印された幻界から世界の未来を見つめている。自らの羽「ドラゴンウイング」で飛行する。
性格に関しては前作チョコボの不思議なダンジョン2とまったくおなじである。
アビリティはFFシリーズでも使用していた「メガフレア」。
浮遊しており、黒魔導士より最高速が速いがグリップ性能に劣る。
スコール (Squall)
『FFVIII』の主人公。フルネームはスコール・レオンハート。使用するマシンはクラシックカー「テンペスト」。ストーリーモード2周目クリア後、キャラクターエディットを完了した時に乱入してくる。
スコールの乱入前に作成したエディットキャラクターを使用してレースを行い、勝利する事で使用可能になる。
アビリティは、その手に持つ「ガンブレード」。
トップスピードは全メインキャラ中最高を誇るが、その分グリップ性能が低い。
これ以降、ストーリーモードをクリアする毎に隠しキャラクターが追加されていき、スコールにカーソルを合わせて特定のボタンを押すことで選択できるようになるが、シドタンク以降の隠しキャラはマシン名の表示や顔アイコンがなく、GPモードの表彰台では顔が?の黒い人物になっている。また、使用するアビリティは固定されていない。
シドタンク (Cid's Tank)
チョコボやモーグリのマシンを開発した技術者シドが操る戦車。『チョコボの不思議なダンジョン2』に登場した同名マシンと同じデザイン。デブチョコボに近い性能。
ムンバ (Mumba)
『FFVIII』に登場したライオンのような生物。自らの足でレースに参戦する。モーグリに近い性能。
クラウド (Cloud)
『FFVII』の主人公。フルネームはクラウド・ストライフ。使用するマシンはバイク「ハーディ＝デイトナ」だが、ゲーム中ではマシン名は表示されない。チョコボに近い性能。
サボテンダー (Cactaur)
FFシリーズには『FFVI』から登場しているサボテンのモンスター。自分の足でレースを走るため最高速は遅いが、グリップ力には優れる。
Aya
『パラサイト・イヴ』の主人公。フルネームはアヤ・ブレア。本作では終始「パトカー」に乗っているため、Aya本人はゲーム中では一切姿を見せない。チョコボに近い性能。
初代チョコボ (Classic Chocobo)
『FFII』で初登場した時のドット絵のチョコボ。両足で走っているが性能はチョコボとまったく同じ。
インビンシブル (SS Invincible)
『FFIII』に登場した巨大遺跡の中に眠る飛空艇。最高速・加速ともに圧倒的に最速だが、極めて操作が難しい。
ジャック (Jack)
『とびだせ大作戦』の主人公。自分の足で走るため、サボテンダーと同じく非常に足が遅い。

### ストーリー中の重要人物
シド (Cid)
チョコボやモーグリのマシンを開発した技術者。また、ストーリーの語り部としても登場する。
ミン・ウ (Ming-Wu)
かつてミシディアの村を作った大魔道士。クリスタルとアルテマを封印した。
モチーフになっているのは『FFII』に登場したミンウ。

## ストーリーモード
ストーリーデモは飛び出す絵本のような形式となっており、1話毎に本が開かれ、場面が切り替わる際にページがめくれていく。
ストーリーモードでは、1話を除いてライバルキャラクターとのレースに勝利すると話が進んでいく。道中、ライバルキャラクターに勝利すると、そのキャラクターとアビリティを次の話から使用できるようになり、コース上に出現する魔石の種類も話が進む毎に増えていく。
ストーリーモードのレースでは、プレイヤーが選んだキャラクターとライバルキャラクター、そして仲間キャラクターを交えて最大6人で同時に走る。たとえ仲間に負けて1位が取れなくてもライバルキャラクターより上位なら話が進むが、この場合得られるポイントは低くなってしまう。ストーリーモードをクリアすると「キャラクターエディット」を行える（後述）。
1話 シドのプレゼント
ある日チョコボはシドから、速く走れる発明品「ジェット・ブレードCR」をプレゼントされる。
- ステージ - シドのテストコース
- プレイヤー - チョコボ（ダッシュ）
- ライバル・魔石 - なし

研究所の裏にあるテスト用コースで試走したチョコボを見て、シドはその出来栄えに満足気。そこへモーグリが現れ、シドに頼んでいたマシンをねだるが、準備の出来ていなかったシドは明日完成したら家に届けると言い、それを聞いたモーグリは明日に備えて帰っていく。しかし、実はシドはモーグリのマシン製作をすっかり忘れていた。
2話 モーグリとの旅立
打倒チョコボに燃え、特製コースを作って待っていたモーグリの元へ、チョコボとシドがやって来る。（シドが一晩で適当にこしらえた）マシンに少々不満なモーグリであったが、主役の座をかけてチョコボと勝負する。
- ステージ - モーグリ・フォレスト
- ライバル - モーグリ（はばたき）
- 初登場魔石 - ヘイスト

チョコボに完敗したモーグリ。マシンが手抜きじゃないのかとシドに詰め寄るモーグリへ、シドは「アビリティ」が重要だと語る。チョコボのダッシュの秘密はその足のリングの青い石によるものらしい。世界にはいろいろなアビリティを持つ者がいるという。それを聞いたチョコボとモーグリは、すごいアビリティを求めて旅立つ。
3話 城壁の門番
村の出口に差し掛かったチョコボ達に、門番のゴーレムが立ちふさがった。村の外は危険だから通せないと言う。しかしその時、チョコボとゴーレムの青い石が共鳴して光り出す。ゴーレムも青い石を持っている事を知ったモーグリ達は、青い石を賭けて勝負を申し込む。
- ステージ - 巨人の遺跡
- ライバル - ゴーレム（グリプル）
- 初登場魔石 - ファイア

ゴーレムはチョコボ達を認め、村の外に出ても大丈夫だと判断する。しかし、青い石を求めたモーグリに対し、信用できないから見張るため一緒についていくと宣言。ゴーレムが旅の仲間に加わった。
4話 廃坑の盗賊
一行は荒れ果てた鉱山へたどり着く。そこへ盗賊のゴブリンが出現し、モーグリを人質に金品を要求する。しかし、ゴブリンも青い石を持っていることが判明し、負けた方が青い石を渡す条件で勝負を持ちかけられる。
- ステージ - ミスリル鉱山
- ライバル - ゴブリン（ぶんどる）
- 初登場魔石 - ブリザド

ゴブリンに勝ったチョコボ達だが、ゴブリンの持っていた手紙から彼の正体が「怪盗ゴブこぞう」である事が判明する。悪い金持ちから盗み、貧しい人たちへ分け与える有名な義賊であった。彼を捕まえれば報奨金が手に入ると期待するモーグリだが、チョコボとゴーレムに説得されしぶしぶ見逃す。しかし、見逃してくれた恩と、正体をばらされるわけにはいかないという理由でゴブリンも旅に同行することになった。
5話 怪奇の森の魔の館
ゴブリンの案内でまよいの森にやって来たチョコボ達。夜も遅くなり道に迷ってしまった一行は、朝を待つため不気味な噂の伝わる「黒の館」へ入った。しかしゴーレムが誰かの気配に気付き、チョコボ達は怖がるモーグリを残して確認のために奥へ進む。初めは怖がっていて及び腰だったモーグリだが、取り残されたことに不安を感じてドアに飛び込むと、そこには館の中にコースが存在していた。
- ステージ - 黒の館
- ライバル - 黒魔道士（魔石アップ）
- 初登場魔石 - サンダー

謎の人影の正体は青い石を持つ黒魔道士であった。どうやら黒魔道士の魔法で森から抜け出せなくなっていたらしい。なぜかチョコボと気があったらしい黒魔道士は、無言のまま仲間に加わる。
6話 クリスタルの伝説
魔道士の村ミシディアにたどり着いた一行は、旅の疲れを癒すため近くにいた白魔道士の少女に回復魔法ケアルをかけてもらおうとする。その姿に一目ぼれしたモーグリだが、彼女のお姉さんぶった態度に反抗心を燃やす。その時全員の青い石が光り出し、白魔道士は皆が「クリスタルのかけら」を持っている事に驚く。彼女もこの青い石「クリスタル」を持っており、どうやらクリスタルには古くから伝わる言い伝えがあるらしい。その言い伝えを聞かせてくれと迫るモーグリに対し、白魔道士は空中庭園で勝負に勝ったら教えると約束する。
- ステージ - ミシディア空中庭園
- ライバル - 白魔道士（バリア）
- 初登場魔石 - ミニマム

白魔道士はためらいつつも伝説について話し出した。クリスタルのかけらは元々1つの大きなクリスタルだったが、それを巡って戦いが相次いだため、大魔道士ミン・ウが8つのかけらに分けて世界中に散らせたという。8つのかけらが集まったその時クリスタルが復活するという話を聞いたモーグリは、クリスタルを手に入れようと欲望を燃やす。伝説を話してしまった責任で旅に同行すると言い出した白魔道士に対して始めは反発していたモーグリだが、クリスタルを手に入れる為に利用してやると心の中で決意して納得する。
7話 お宝は腹の中
さらなる旅を続けるうち、お腹が減ってきた一行。モーグリは食いぶちがひとり増えたせいだと不満を漏らす。その時、爆音のような腹の虫が鳴り響く。その音の元を辿るとお腹を空かせたデブチョコボがいた。何か食べ物を欲しいと要求するデブチョコボ。話をよく聞くと、クリスタルのかけらも食べてしまったらしい。その青く光るお腹を見て、モーグリがとんでもないレース勝負を持ちかける。勝てばお腹の中の青い石をもらう、負けた場合はボク達を食べていいと勢いで宣言。こんな奴に負けるはずがないと余裕のモーグリに対し、白魔道士はどんなアビリティを持っているか分からないと不安を煽る。こうして喰うか喰われるかの勝負が始まった。
- ステージ - ハングリーランド
- ライバル - デブチョコボ（魔石あずかり）
- 初登場魔石 - リフレク

デブチョコボに勝った一行だが、どうやらお腹の中の青い石はしばらく出そうにもないらしい。旅について行くからしばらく待ってくれという。それに対してモーグリはらしくもなく、あっさりと仲間入りを認める。その心の中は、お腹いっぱい食わせれば下から出てくるだろうという考えであった。
8話 魔獣の祠
意外と物知りなデブチョコボの案内で、一行はクリスタルのかけらが眠ると言うグルグ火山に到着する。しかし、そこに最強のモンスターと噂されるベヒーモスが出現する。火山に来た者を生かして帰すわけにはいかないというベヒーモスだが、クリスタルのかけらを求める一行の話を聞き、自らの持つ大きな青い石を賭けて勝負を挑む。
- ステージ - グルグ火山
- ライバル - ベヒーモス（突進）
- 初登場魔石 - 死の宣告

なんとかベヒーモスに勝利した一行。その時、全員の持つクリスタルのかけらが一斉に輝きだした。
9話 幻の世界へ…
一斉に輝きだしたクリスタルのかけら。モーグリの頭のかざりも同時に輝き出し、クリスタルのかけらの1つだったことが判明する。その時今まで沈黙を守っていた黒魔道士が「8つのかけらが揃ったとき、幻界への扉が開かれん」と発言。一行はすさまじい光と共に見も知らぬ世界……幻獣たちの住む幻界へといつの間にか転移していた。驚く一行の前に、幻獣王バハムートが姿を現す。かつて大魔道士ミン・ウがアルテマの魔石を封印したという幻界で、最後の試練が始まった。
- ステージ - 幻界
- ライバル - バハムート（メガフレア）
- 初登場魔石 - アルテマ

見事バハムートにうち勝った一行に、その口から伝説が語られる。かつて人間達は争いを続けていた。クリスタルを手に入れて幻界への扉を開き、幻獣の力を利用すべく。人間の行く末を案じていたミン・ウとバハムートは協力し、クリスタルを8つのかけらに分け、たとえかけらを全て集めてもその持ち主達が争っていれば復活しないように細工を施し世界中へ散らせた。しかし、バハムートはチョコボ達を見て驚く。かつていがみあい続けていた種族達が、協力してクリスタルのかけらを集め旅をしてきたことに。バハムートはチョコボ達を認め、これからは扉を閉ざさずに世界の行く末を見守ると言い、クリスタルはその役目を終え消え去った。こうして絆を深めた一行は旅を終え、平和な日々へ戻った。あきらめが付かない1匹を除いて……。

## コース概要
シドのテストコース
基本的なコース。エディットモード（後述）のテスト走行にも使用される。BGMは「チョコボのテーマ」のアレンジ版。
モーグリ・フォレスト
モーグリの森の中を駆けるコース。BGMは「ファイナルファンタジー」のアレンジ版。
巨人の遺跡
ゴーレムの名前のとおり遺跡の中を走るコース。直角の曲がりが多い。BGMは『FFIII』で流れる「戦闘シーン2」のアレンジ版。
ミスリル鉱山
ゴブリンの鉱山の中に建設されたコース。ショートカットがある。BGMは『FFI』で流れる「グルグ火山」（『FFIX』に登場したBGMとは異なる）のアレンジ版。
黒の館
黒魔道士の薄暗い屋敷の内外を走るコース。螺旋状のコースや血の池、檻などトラップが多い。BGMは『FFII』で流れる「魔導士の塔」のアレンジ版。
ミシディア空中庭園
白魔道士のコース。雲の上にあるがコースからはみ出て落下することはない。うねるような細かな高低差がある。BGMは『FFV』のエンディングで流れる「エンドタイトル」のアレンジ版。
ハングリーランド
デブチョコボのコース。コースの外観がお菓子で形成されている。コースが複雑で路面が滑りやすい。BGMは「チョコボのテーマ」のアレンジ版。
グルグ火山
ベヒーモスのコース。溶岩への落下や落石などがあり難易度が高い。BGMは『FFII』で流れる「戦闘シーン2」のアレンジ版。
幻界
バハムートが使用可能になると出現するコース。複雑で壁も少ない上級レベルのコース。BGMは『FFIII』で流れる「最後の死闘」のアレンジ版。コースの随所に『チョコボの不思議なダンジョン』シリーズに登場した召喚獣の姿がある。ショートカットがある。
FF8サーキット
スコールが使用可能になると出現するコース。落下はないが道が狭く複雑。観客がモンスターだったり、コース内のモニターに初代チョコボと『FFI』のキャラクターが見えるなどの隠し要素が多い。BGMは『FFVIII』で流れる「Don't be Afraid」のアレンジ版。ショートカットあり。

## エンディングテーマ
こころのたからばこ
作詞：時田貴司　作曲：伊藤賢治　編曲：浜口史郎　歌：太田裕美

## その他
- GPモードで全てのコースで1位になるとCOM操作のプレイヤーのレベルが上がる「ベヒーモス・クラス」が選択できる。さらに「ベヒーモス・クラス」でも全てのコースで1位になると、さらにレベルの上がる「バハムート・クラス」が出現する。また、「バハムート・クラス」で全てのコースで1位になると、コースの左右が反対になる「ミラーモード」が出現する。
- ストーリーモード終了後に好きなエディットキャラを1体作成出来る「エディットモード」が使用できる。これはベースとなるキャラを決め、色・名前とパラメータの振り分けを変えられるもので、ストーリーモードの成績に応じてパラメータに振り分けられるポイントが増減する。パラメーターは5つあり、それぞれ最大で20まで振り分けることができる。ただし、スコール・レオンハートと対決するためには2回目のクリア後にエディットキャラを作り、そのエディットキャラで挑まなければならない。
- GPモードの総合得点で1位になると、プレイヤーごとの画像を集めたムービーが見られる。（但しバハムートまでで、それ以降のキャラクターはない。）一度見たムービーはオプションで何度も視聴できる。
- 『チョコボコレクション』ではレーベルがチョコボのカラーイラストになっている。
- 2010年にはニンテンドー3DS用ソフトとして『チョコボレーシング 3D』の制作が発表されたが[5]、その後開発が難航し、結局開発が中止されていたことが2013年に明らかになった[6]。
- 2021年に本作の後継タイトルとしてNintendo Switch用ソフト『チョコボGP』が発表された。発売は2022年を予定[7]

## 関連商品
- 「チョコボ レーシング〜幻界へのロード〜 Soundtrack」 - サウンドトラックCD